# Euzodiomyces
Euzodiomyces — рід грибів родини Euceratomycetaceae. Назва вперше опублікована 1900 року.

## Класифікація
До роду Euzodiomyces відносять 2 види:
- Euzodiomyces capillarius
- Euzodiomyces lathrobii